# Liste des députés européens du Portugal de la 7e législature
Cet article présente la liste des députés européens du Portugal pour la mandature 2009-2014, élus lors des élections européennes de 2009 au Portugal.
| Nom                       | Parti  | Groupe parlementaire européen |
| ------------------------- | ------ | ----------------------------- |
| Luís Paulo Alves          | PS     | S&D                           |
| Regina Bastos             | PSD    | PPE                           |
| Luís Capoulas Santos      | PS     | S&D                           |
| Graça Carvalho            | PSD    | PPE                           |
| Maria do Céu Patrão       | PSD    | PPE                           |
| Carlos Coelho             | PSD    | PPE                           |
| Antonio Correia de Campos | PS     | S&D                           |
| Mário David               | PSD    | PPE                           |
| Edite Estrela             | PS     | S&D                           |
| Diogo Feio                | CDS-PP | PPE                           |
| José Manuel Fernandes     | PSD    | PPE                           |
| Elisa Ferreira            | PS     | S&D                           |
| João Ferreira             | CDU    | GUE/NLG                       |
| Ilda Figueiredo           | CDU    | GUE/NLG                       |
| Ana Gomes                 | PS     | S&D                           |
| Marisa Matias             | BE     | GUE/NLG                       |
| Nuno Melo                 | CDS-PP | PPE                           |
| Vital Moreira             | PS     | S&D                           |
| Miguel Portas             | BE     | GUE/NLG                       |
| Paulo Rangel              | PSD    | PPE                           |
| Rui Tavares               | BE     | GUE/NLG                       |
| Nuno Teixeira             | PSD    | PPE                           |